# 1842 Hynek
Az 1842 Hynek (ideiglenes jelöléssel 1972 AA) a Naprendszer kisbolygóövében található aszteroida. Luboš Kohoutek fedezte fel 1972. január 14-én, amit apjáról nevezett el.